# Хемпель, Готхильф
Готхильф Хемпель(нем. Gotthilf Hempel (8 марта 1929 года, Гёттинген)— немецкий морской биолог и океанограф.Директор Института полярных и морских исследований имени Альфреда Вегенера в Бремерхафене.

## Биография
Родился  8 марта 1929 года в Гёттингене в семье протестантского теолога и университетского преподавателя Йоханнеса Хемпеля.
Изучал биологию и геологию в университетах Майнца и Гейдельберга . 

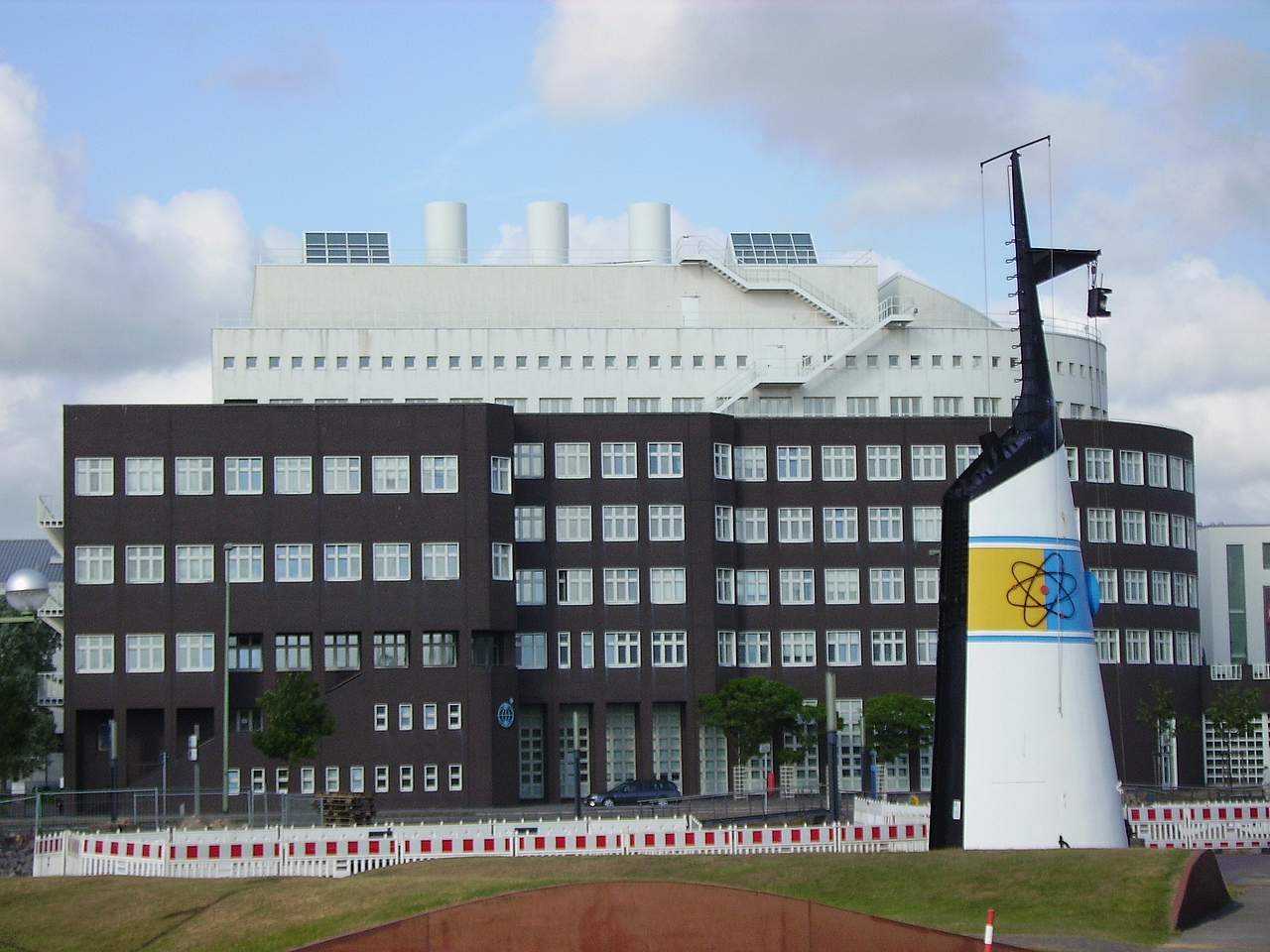
Институт полярных и морских исследований в Бремерхафене. Германия

В 1952 году Хемпель получил степень доктора в Гейдельбергском университете, его исследования были посвящены теме энергетики прыжков кузнечика. Затем он работал в качестве научного сотрудника в различных научно- исследовательских институтах в Вильгельмсхафене, Гельголанд и Гамбурге, где в 1963 году он защитил диссертацию по экологии мальков рыб. Четыре года спустя он стал профессором Кильского университета,  Института морских наук (Institut für Meereskunde Kiel), где он оставался директором Департамента биологии рыболовства в течение следующих 14 лет и исполнял обязанности директора института с 1972 по 1976 год.

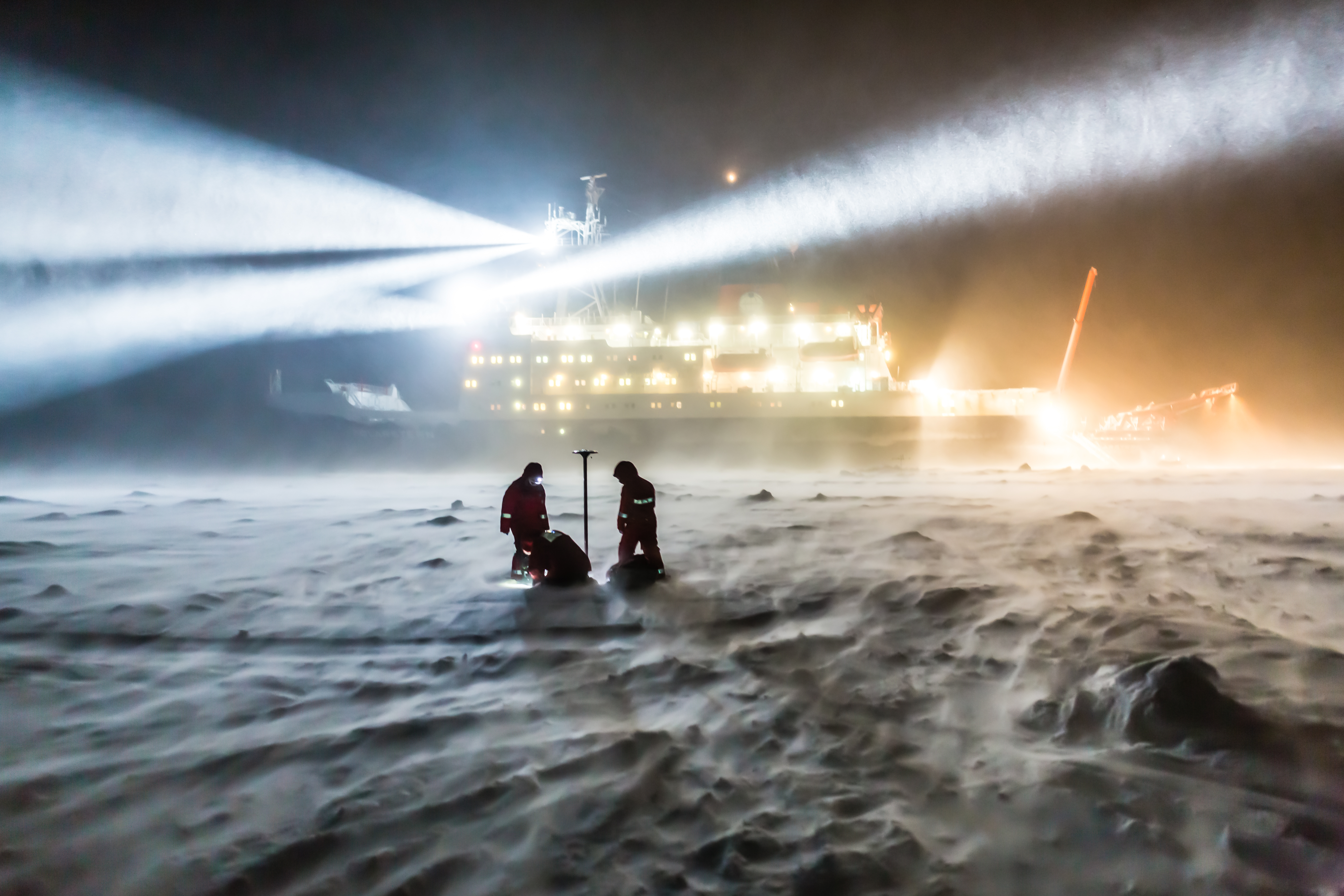
Исследование морского льда учёными из Бремерхафена. Германия

В 1981 году он помог основать в Бремерхафене Институт полярных и морских исследований имени Альфреда Вегенера и был назначен первым директором института. В том же году он также стал директором Института полярной экологии Кильского университета.
В Бремерхафене он инициировал строительство полярного исследовательского судна «PFS Polarstern» (Полярная звезда). В 1992 году он стал первым директором недавно созданного Центра морской тропической экологии при Бременском университете. 
Хемпель вышел на пенсию в 1994 году.
На протяжении всей своей карьеры активно занимался исследовательской деятельностью, приобрёл большой опыт работы в международных организациях. С 1963 по 1967 год профессор Хемпель работал в ЮНЕСКО и  Продовольственной и сельскохозяйственной организации Объединенных Наций (ФАО), а в 1990- 1996 годы был членом научно-консультативного комитета Германии.
Хемпель был  активным сторонником научного сотрудничества и образовательных инициатив в слаборазвитых странах, а также выступал за более рациональную эксплуатацию природных ресурсов. Был редактором журнала «Polar Biology» (Полярная биология).
Профессор Хемпель подготовил более 70 докторантов, в том числе среди них был известный французский биолог Даниель Поли. Занимаясь проблемами океанографии, провёл более 1000 дней на борту исследовательских судов. Как учёный Хемпель внес большой вклад в современные морские исследования, которые являются результатом слияния отдельных морских дисциплин, таких как региональная океанография, планктология, морская ботаника, морская зоология и биология рыболовства. Он говорил, что учёные руководимого им института заговорили об изменении климата и засорении мирового океана еще в то время, когда таких слов даже не существовало.  
Им было написано более 250 научных работ, в том числе семь монографий, несколько книг.
В 1989 году стал иностранным членом Королевской Нидерландской академии искусств и наук.  В 1993 году был награжден орденом за заслуги перед ФРГ ( Grosses Verdienstkreuz ).

## Должности
с 2003 г. консультант ЮНЕП: Глобальная оценка международных водных ресурсов (GIWA)
с 2000 г. личный советник президента Сената по науке Бремен-Бремерхафен
1992- 2000 гг  Директор Центра тропической морской экологии, Бремен, Германия.
1992- 1997 гг. Директор Института Балтийских исследований, Росток-Варнемюнде, Германия
1981- 1994 гг. Директор Института полярной экологии Кильского университета, Германия.
1967– 1994 гг. Профессор океанографии Кильского университета, Германия.
1946- 1952 гг. Изучение биологии и геологии, Университет Майнца и Гейдельберга, Германия.

## Награды
Почетная медаль за искусство и науку, Бремен (2004 г.)
Большой крест за заслуги перед Федеративной Республикой Германия (1993 г.)
Медаль Карла Вейпрехта Немецкого общества полярных исследований (1991)
Член Королевской академии наук Нидерландов (KNAW)
Член Европейской Академии
Член Немецкой академии наук- Леопольдина
Почётный гражданин Бремерхафена

## Избранные публикации
Early Life History of Marine Fish: The Egg Stage; University of Washington Press; 1980; ISBN 0-295-95672-0.
Antarctic Science: Global Concerns; Springer 1994; ISBN 0-387-57559-6.
Nachhaltigkeit und globaler Wandel: guter Rat ist Teuer; Peter Lang Publishing, Frankfurt 2003; ISBN 3-631-50400-4. (Ed.)